# 穏健医療
穏健医療（おんけんいりょう、簡体字: 稳健医疗、英語: Winner Medical）は、1991年に李建全によって設立され、深圳に本社を置く中国を拠点とする医療製品製造会社。以前はWinner Medical Group Inc.の名称であった。アメリカにある複数の証券取引所に数回上場した。主に創傷治療用包帯や感染症予防製品などのヘルスケア用品の製造に焦点を当てており、マスクや防護服を専門として経営している。幼児のための製品も製造している 。この会社には3つのブランドがある：Winner、PurCottonとPureH2B。
2005年から2010年の間に、当社はOTCBB、AMEX、NASDAQで順次に上場した。2012年7月に、他の投資家が保有している株式を1億970万ドルで取得する提案を可決し、12月に、Winner Holding Limitedによって私有化された後に上場廃止になった。IPOを通じて5億4350万ドルを調達した後、2020年9月に「300888」のティッカーを付けられてSZSEに上場し、李建全はその株式の68％を所有している 。

## 歴史
Winner Medical社は2005年にオールコットンスパンレース（all-cotton spunlace）不織布の技術を開発した。2014年には、IPO後に前者の株式の約8.09％を保有していたSequoia Chinaによってのみ資金を提供された。 2018年6月には、深圳資本グループ（Shenzhen Capital Group）によって資金を提供された。
Winner Medical社は2019年の旧正月休暇中にマスク生産ラインの運営を始め、2020年1月26日までの5週間だけで1億900万枚のマスクと1150万セットの保護具を生産した。
2020年5月、英国DHSCはWinner MedicalとPPEの購入のために9100万ユーロで契約を締結した。同年、本社は湖北省で第二本部を設立し、これもこの会社の核心生産基地となった。